# Drepanodorus leptocephalus
Drepanodorus leptocephalus är en rundmaskart som beskrevs av Edmond Altherr 1954. Drepanodorus leptocephalus ingår i släktet Drepanodorus och familjen Criconematidae. Inga underarter finns listade i Catalogue of Life.